# 24-Stunden-Rennen von Le Mans 1930

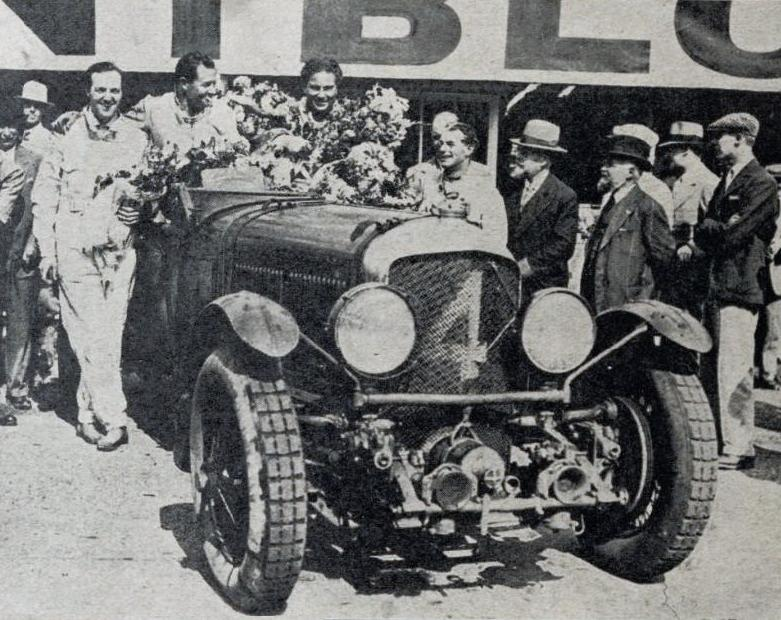
Der siegreiche
Bentley Speed Six Old Number One von Woolf Barnato und Glen Kidston

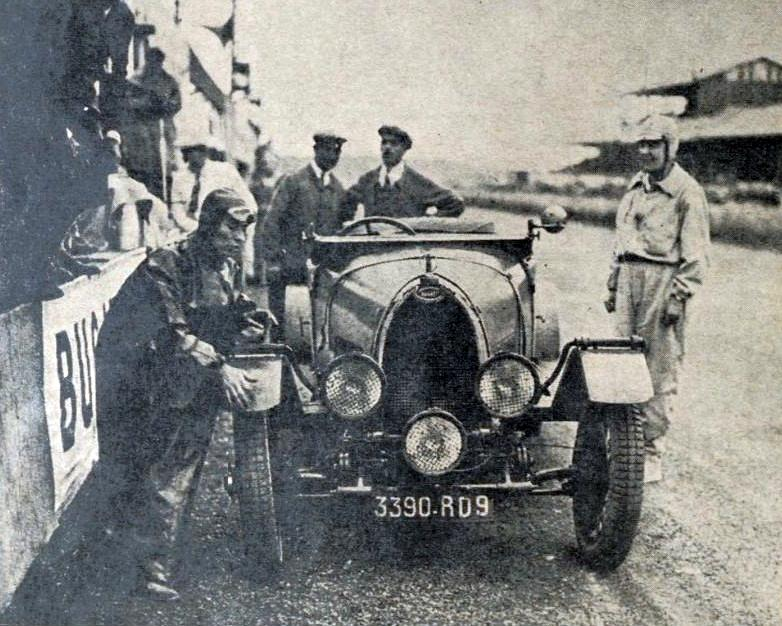
Der Bugatti Type 40 von Marguerite Mareuse und Odette Siko beim Boxenstopp

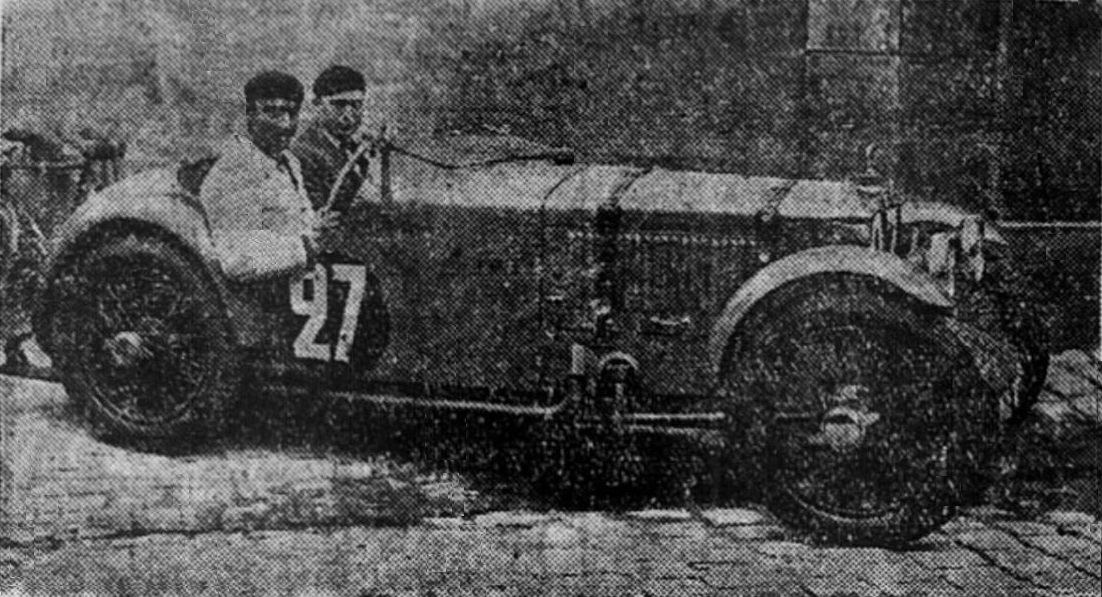
Der Tracta A28 von Jean-Albert Grégoire und Fernand Vallon

Das achte 24-Stunden-Rennen von Le Mans, der 8e Grand Prix d’Endurance les 24 Heures du Mans, auch 8emes Grand Prix d'Endurance les 24 Heures du Mans, Circuit Permanenthe de la Sarthe, fand vom 21. bis 22. Juni 1930 auf dem Circuit des 24 Heures bei Le Mans statt.

## Das Rennen
Nach den Erfolgen von Bentley in den letzten drei Jahren kam in der französischen Presse Kritik an der heimischen Automobilindustrie auf, die keine siegfähigen Fahrzeuge nach Le Mans brachten. Die Hersteller, die am Rennen teilnahmen, konzentrierten sich auf die kleinen Hubraumklassen, was einen Sieg in der Gesamtwertung ausschloss. 1930 änderte sich an diesem Zustand nichts. Im Gegenteil, 1930 nahmen nur mehr drei französische Rennwagen am Langstreckenrennen teil, die beiden Stutz wurden von französischen Teams genannt, waren aber in den USA produziert worden. Auch bei den Piloten stellten die Franzosen nicht mehr die Mehrheit. Das Gros der Fahrer kam mit 20 Teilnehmern aus Großbritannien. Überhaupt spürte man auch in Europa bereits die Folgen der Großen Depression, und der Motorsport blieb davon nicht verschont. Nur 17 Fahrzeuge wurden am Samstag, den 21. Juni 1930, zum Le-Mans-Start aufgestellt – das kleinste Starterfeld, das jemals in Le Mans ins Rennen ging.
Als klare Favoriten galten erneut die Bentleys. Zu den drei Werkswagen, die von Woolf Barnato in „Old Number One“ angeführt wurden, kamen zwei private Blower, die zum Fuhrpark von Dorothy Padget gehörten. Für die britische Lady fuhren Tim Birkin, Dudley Benjafield und der französische Veteran Jean Chassagne. Obwohl es in den großen Klassen zu den beiden Stutz nur noch zwei britische Talbots gab, konnte die Veranstaltung mit einigen Novitäten aufwarten. Erstmals ging ein Damenteam an den Start, und Francis Curzon steuerte den ersten Alfa Romeo des 24-Stunden-Rennens. Auch das erste deutsche Team trat die Reise nach Westfrankreich an. Mit viel Unterstützung von Alfred Neubauer und Mercedes-Benz fuhr Rudolf Caracciola einen Mercedes-Benz SSK.
Caracciola dominierte auch die ersten Runden des Rennens, bis ihn Birkin in der vierten Runde von der Spitze verdrängte. Bis in die Nacht lieferte sich das deutsche Team einen harten Kampf mit den Bentleys, wobei die Führung immer wieder wechselte. In der Nacht musste der Mercedes aber abgestellt werde. Eine defekte Zündspule hatte die Batterie entleert, die laut Reglement nicht getauscht werden durfte. Nachdem sich der Wagen nicht mehr starten ließ, musste Caracciola aufgeben. Auch die beiden Bentley Blower fielen aus, der Doppelsieg von Bentley war aber nie in Gefahr. Woolf Barnato, mit seinem dritten Teamkollegen, feierte seinen dritten Gesamtsieg in Folge. Für die britische Marke endete mit dem vierten Sieg in Folge die Hegemonie in Le Mans. Noch im selben Jahr wurde die Rennmannschaft aufgelöst und Bentley ein Jahr später an Rolls-Royce verkauft. Es sollten 73 Jahren vergehen, ehe mit dem Speed 8 wieder ein Bentley an der Sarthe gewinnen wird.
Mit Odette Siko und Marguerite Mareuse waren zum ersten Mal zwei Frauen beim 24-Stunden-Rennen am Start. Das Damenduo erreichte mit ihren Bugatti Type 40 den siebten Rang in der Gesamtwertung.

## Ergebnisse

### Piloten nach Nationen
| 20 Briten | 11 Franzosen | 2 Deutsche | 1 Italiener |

### Schlussklassement
| Pos.            | Klasse | Nr. | Team                      | Fahrer                                 | Chassis                          | Motor                              | Reifen | Runden |
| --------------- | ------ | --- | ------------------------- | -------------------------------------- | -------------------------------- | ---------------------------------- | ------ | ------ |
| 1               | 8.0    | 4   | Bentley Motors Ltd.       | Woolf Barnato Glen Kidston             | Bentley Speed Six Old Number One | Bentley 6.6L I6                    | D      | 179    |
| 2               | 8.0    | 2   | Bentley Motors Ltd.       | Frank Clement Richard Watney           | Bentley Speed Six                | Bentley 6.6L I6                    | D      | 173    |
| 3               | 3.0    | 15  | Fox und Nicholl           | Brian E. Lewis Hugh Eaton              | Talbot AO90                      | Talbot 2.3L I4                     | D      | 162    |
| 4               | 3.0    | 16  | Fox und Nicholl           | Johnny Hindmarsh Tim Rose-Richards     | Talbot AO90                      | Talbot 2.3L I4                     | D      | 160    |
| 5               | 2.0    | 23  | Earl Howe                 | Earl Howe Leslie Callingham            | Alfa Romeo 6C 1750 Super Sport   | Alfa Romeo 1.8L Supercharged I6    | D      | 159    |
| 6               | 1.5    | 24  | Lea-Francis Ltd.          | Kenneth Peacock Sammy Newsome          | Lea-Francis S-Type Hyper         | Meadows 1.5L Supercharged I4       | D      | 140    |
| 7               | 1.5    | 25  | Marguerite Mareuse        | Marguerite Mareuse Odette Siko         | Bugatti T40                      | Bugatti 1.5L I4                    | E      | 132    |
| 8               | 1.1    | 27  | SA des Automobiles Tracta | Jean-Albert Grégoire Fernand Vallon    | Tracta A28                       | S.C.A.P. 1.0L I4                   | D      | 128    |
| 9               | 1.1    | 26  | SA des Automobiles Tracta | Roger Bourcier Louis Debeugny          | Tracta A28                       | S.C.A.P. 1.0L I4                   | D      | 123    |
| Ausgefallen     |        |     |                           |                                        |                                  |                                    |        |        |
| 10              | 5.0    | 8   | Hon. Dorothy Paget        | Dudley Benjafield Giulio Ramponi       | Bentley Blower C                 | Bentley 4.4L Supercharged I4       | D      | 144    |
| 11              | 5.0    | 9   | Hon. Dorothy Paget        | Tim Birkin Jean Chassagne              | Bentley Blower C                 | Bentley 4.4L Supercharged I4       | D      | 138    |
| 12              | 8.0    | 1   | Rudolf Caracciola         | Rudolf Caracciola Christian Werner     | Mercedes-Benz SSK                | Mercedes-Benz 7.1L Supercharged I6 | C      | 85     |
| 13              | 1.1    | 28  | Huskinson & Fane          | Robert Murton-Neale Jack Hicks         | MG M-Type                        | MG 0.8L I4                         | D      | 82     |
| 14              | 8.0    | 6   | Robert Parke              | Philippe de Rothschild Edmond Bourlier | Stutz Model M Blackhawk          | Stutz 5.4L I8                      | D      | 42     |
| 15              | 8.0    | 5   | Édouard Brisson           | Édouard Brisson Louis Rigal            | Stutz Model M Blackhawk          | Stutz 5.4L I8                      | D      | 34     |
| 16              | 1.1    | 29  | Francis Samuelson         | Francis Samuelson Freddy Kindell       | MG M-Type                        | MG 0.8L I4                         | D      | 28     |
| 17              | 8.0    | 3   | Bentley Motors Ltd.       | Sammy Davis Clive Dunfee               | Bentley Speed Six                | Bentley 6.6L I6                    | D      | 21     |
| Nicht gestartet |        |     |                           |                                        |                                  |                                    |        |        |
| 18              | 5.0    | 7   | Hon. Dorothy Paget        | Beris Harcourt Wood Jack Dunfee        | Bentley Blower C                 | Bentley 4.4L Supercharged I4       | D      | 1      |
| 19              | 2.0    | 20  | Bollack, Netter et Cie    | Christian Charier Raymond Jouclas      | B.N.C. Montlhery                 | BNC AER 1.9L I6                    | D      | 2      |
| 20              | 3.0    | 15T | Fox und Nicholl           |                                        | Talbot AO90                      | Talbot 2.3L I4                     | D      | 3      |
| 21              |        |     | Bentley Motors Ltd.       |                                        | Bentley 4 ½ Litre                | Bentley 4.4L I4                    | D      | 4      |

1 Probleme mit dem Benzin, daraufhin überhitzte ein Zylinder
2 defekter Starter
3 Trainingswagen
4 Trainingswagen

### Nur in der Meldeliste
Hier finden sich Teams, Fahrer und Fahrzeuge die ursprünglich für das Rennen gemeldet waren, aber aus den unterschiedlichsten Gründen daran nicht teilnahmen.
| Pos. | Klasse | Nr. | Team             | Fahrer       | Chassis | Motor | Reifen |
| ---- | ------ | --- | ---------------- | ------------ | ------- | ----- | ------ |
| 22   |        |     | Alvis            |              |         |       |        |
| 23   |        |     | Alvis            |              |         |       |        |
| 24   |        |     | Nacional Pescara | Juan Zanelli |         |       |        |
| 25   |        |     | Nacional Pescara |              |         |       |        |
| 26   |        |     | Nacional Pescara |              |         |       |        |
| 27   |        |     | Nacional Pescara |              |         |       |        |
| 28   |        |     | Scotsman Motors  |              |         |       |        |
| 29   |        |     | Aston Martin     |              |         |       |        |

### Biennale-Cup
| Pos. | Nr. | Fahrer                              | Chassis                  | Koeffizient | Platzierung im Gesamtklassement |
| ---- | --- | ----------------------------------- | ------------------------ | ----------- | ------------------------------- |
| 1    | 4   | Woolf Barnato Glen Kidston          | Bentley Speed Six        | 1.172       | Gesamtsieg                      |
| 2    | 2   | Frank Clement Richard Watney        | Bentley Speed Six        | 1.133       | Rang 2                          |
| 3    | 27  | Jean-Albert Grégoire Fernand Vallon | Tracta A28               | 1.054       | Rang 8                          |
| 4    | 24  | Kenneth Peacock Sammy Newsome       | Lea-Francis S-Type Hyper | 1.054       | Rang 6                          |
| 5    | 26  | Roger Bourcier Louis Debeugny       | Tracta A28               | 1.009       | Rang 9                          |

### Index of Performance
| Pos. | Nr. | Fahrer                              | Chassis                        | Koeffizient | Platzierung im Gesamtklassement |
| ---- | --- | ----------------------------------- | ------------------------------ | ----------- | ------------------------------- |
| 1    | 15  | Brian E. Lewis Hugh Eaton           | Talbot AO90                    | 1.176       | Rang 3                          |
| 2    | 4   | Woolf Barnato Glen Kidston          | Bentley Speed Six              | 1.172       | Gesamtsieg                      |
| 3    | 16  | Johnny Hindmarsh Tim Rose-Richards  | Talbot AO90                    | 1.164       | Rang 4                          |
| 4    | 23  | Earl Howe Leslie Callingham         | Alfa Romeo 6C 1750 Super Sport | 1.156       | Rang 5                          |
| 5    | 2   | Frank Clement Richard Watney        | Bentley Speed Six              | 1.133       | Rang 2                          |
| 6    | 27  | Jean-Albert Grégoire Fernand Vallon | Tracta A28                     | 1.054       | Rang 8                          |
| 7    | 24  | Kenneth Peacock Sammy Newsome       | Lea-Francis S-Type Hyper       | 1.054       | Rang 6                          |
| 8    | 25  | Marguerite Mareuse Odette Siko      | Bugatti T40                    | 1.016       | Rang 7                          |
| 9    | 26  | Roger Bourcier Louis Debeugny       | Tracta A28                     | 1.009       | Rang 9                          |

### Klassensieger
| Klasse               | Fahrer               | Fahrer            | Fahrzeug                       | Platzierung im Gesamtklassement |
| -------------------- | -------------------- | ----------------- | ------------------------------ | ------------------------------- |
| 6. Bienniale Cup     | Woolf Barnato        | Glen Kidston      | Bentley Speed Six              | Gesamtsieg                      |
| Index of Performance | Brian E. Lewis       | Hugh Eaton        | Talbot AO90                    | Rang 3                          |
| 5001–8000 cm³        | Woolf Barnato        | Glen Kidston      | Bentley Speed Six              | Gesamtsieg                      |
| 2001–3000 cm³        | Brian E. Lewis       | Hugh Eaton        | Talbot AO90                    | Rang 3                          |
| 1501–2000 cm³        | Francis Curzon       | Leslie Callingham | Alfa Romeo 6C 1750 Super Sport | Rang 5                          |
| 1001–1500 cm³        | Kenneth Peacock      | Sammy Newsome     | Lea-Francis Hyper S-Type       | Rang 6                          |
| 751–1000 cm³         | Jean-Albert Grégoire | Fernand Vallon    | Tracta A28                     | Rang 8                          |

### Renndaten
- Gemeldet: 29
- Gestartet: 17
- Gewertet: 9
- Rennklassen: 7
- Zuschauer: unbekannt
- Ehrenstarter des Rennens: unbekannt
- Wetter am Rennwochenende: heiß und sonnig, Regen am Sonntag
- Streckenlänge: 16,340 km
- Fahrzeit des Siegerteams: 24:00:00,000 Stunden
- Gesamtrunden des Siegerteams: 179
- Gesamtdistanz des Siegerteams: 2930,663 km
- Siegerschnitt: 122,111 km/h
- Pole Position: unbekannt
- Schnellste Rennrunde: Tim Birkin – Bentley Blower C (#9) – 6:48,000 = 144,362 km/h
- Rennserie: zählte zu keiner Rennserie